# Bahnstrecke Le Mans–Angers
| TGV durchfährt Morannes nordwärts |                                  |                                                       |                                                       |
| |                                  |                                                       |                                                       |
| Streckennummer (SNCF): | 450000                           |                                                       |                                                       |
| Kursbuchstrecke (SNCF): | 380                              |                                                       |                                                       |
| Streckenlänge: | 95 km                            |                                                       |                                                       |
| Spurweite: | 1435 mm (Normalspur)             |                                                       |                                                       |
| Stromsystem: | Knoten Le Mans: 1500 V =         |                                                       |                                                       |
| Stromsystem: | Restliche Strecke: 25 kV 50 Hz ~ |                                                       |                                                       |
| Maximale Neigung: | 6 ‰                              |                                                       |                                                       |
| Minimaler Radius: | 1000 m                           |                                                       |                                                       |
| Streckengeschwindigkeit: | 220 km/h                         |                                                       |                                                       |
| Zweigleisigkeit: | durchgehend                      |                                                       |                                                       |
| |                                  |                                                       |                                                       |
| \| \| \| (Kilometrierung ab alter Bf. Paris M.) \| \| \| \| \| Bahnstrecke Paris–Brest, Anschluss von LGV Atlantique \| \| \| \| 211,0 \| Le Mans \| Le Mans \| \| \| 211,4 \| Sarthe \| Sarthe \| \| \| \| Nach Brest und Bahnstrecke Le Mans–Mézidon \| \| \| \| \| zum Rangierbahnhof \| \| \| \| 215,0 \| Wechsel 1,5 kV Gleichstrom / 25 kV Wechselstrom \| Wechsel 1,5 kV Gleichstrom / 25 kV Wechselstrom \| \| \| 219,2 \| Saint-Georges – Étival \| Saint-Georges – Étival \| \| \| 223,1 \| Voivres \| Voivres \| \| \| 229,3 \| Sarthe \| Sarthe \| \| \| 229,4 \| La Suze \| La Suze \| \| \| \| Bahnstrecke L'Aubinière–La Suze \| \| \| \| 239,0 \| Sarthe \| Sarthe \| \| \| 239,3 \| Noyen \| Noyen \| \| \| 240,9 \| Autoroute A11 \| Autoroute A11 \| \| \| 247,2 \| Avoise \| Avoise \| \| \| 248,8 \| Vègre \| Vègre \| \| \| 253,2 \| Juigné-sur-Sarthe \| Juigné-sur-Sarthe \| \| \| 256,1 \| Zur LGV Bretagne-Pays de la Loire \| Zur LGV Bretagne-Pays de la Loire \| \| \| 258,0 \| Bahnstrecke Aubigné-Racan–Sablé \| Bahnstrecke Aubigné-Racan–Sablé \| \| \| 258,3 \| Erve \| Erve \| \| \| 259,0 \| Sablé \| Sablé \| \| \| \| Bahnstrecke Sablé–Montoir-de-Bretagne \| \| \| \| 262,0 \| Sarthe \| Sarthe \| \| \| 264,9 \| Pincé \| Pincé \| \| \| 267,4 \| Pincé – Précigné \| Pincé – Précigné \| \| \| 272,6 \| Viaduc des Barbitons \| Viaduc des Barbitons \| \| \| 273,2 \| Morannes \| Morannes \| \| \| 279,4 \| Le Porage zu Étriché \| Le Porage zu Étriché \| \| \| 283,2 \| Étriché \| Étriché \| \| \| 287,7 \| Tiercé \| Tiercé \| \| \| 292,7 \| Le Vieux-Briollay \| Le Vieux-Briollay \| \| \| 293,0 \| Loir \| Loir \| \| \| 296,2 \| Saint-Sylvain \| Saint-Sylvain \| \| \| 301,4 \| Écouflant \| Écouflant \| \| \| 302,0 \| nach Angers-Saint-Serge \| nach Angers-Saint-Serge \| \| \| 302,4 \| Autoroute A11 \| Autoroute A11 \| \| \| \| Bahnstrecke Loudun–Angers \| \| \| \| 305,8 \| Angers-Maître-École \| Angers-Maître-École \| \| \| \| von Tours \| \| \| \| 306,259 341,524 \| ab hier Kilometrierung über Tours \| ab hier Kilometrierung über Tours \| \| \| 342,4 \| \| \| \| \| 343 \| Angers-Saint-Laud \| Angers-Saint-Laud \| \| \| \| nach Nantes–Saint-Nazaire \| \| |                                  |                                                       |                                                       |
| Strecke |                                  | (Kilometrierung ab alter Bf. Paris M.)                | (Kilometrierung ab alter Bf. Paris M.)                |
| Strecke |                                  | Bahnstrecke Paris–Brest, Anschluss von LGV Atlantique | Bahnstrecke Paris–Brest, Anschluss von LGV Atlantique |
| Bahnhof | 211,0                            | Le Mans                                               | Le Mans                                               |
| Brücke über Wasserlauf | 211,4                            | Sarthe                                                | Sarthe                                                |
| Abzweig geradeaus, nach rechts und von rechts |                                  | Nach Brest und Bahnstrecke Le Mans–Mézidon            | Nach Brest und Bahnstrecke Le Mans–Mézidon            |
| Abzweig geradeaus, nach links und von links |                                  | zum Rangierbahnhof                                    | zum Rangierbahnhof                                    |
| Wechsel des Eisenbahninfrastrukturunternehmens | 215,0                            | Wechsel 1,5 kV Gleichstrom / 25 kV Wechselstrom       | Wechsel 1,5 kV Gleichstrom / 25 kV Wechselstrom       |
| ehemaliger Haltepunkt / Haltestelle | 219,2                            | Saint-Georges – Étival                                | Saint-Georges – Étival                                |
| Bahnhof | 223,1                            | Voivres                                               | Voivres                                               |
| Brücke über Wasserlauf | 229,3                            | Sarthe                                                | Sarthe                                                |
| Bahnhof | 229,4                            | La Suze                                               | La Suze                                               |
| Abzweig geradeaus und nach links |                                  | Bahnstrecke L'Aubinière–La Suze                       | Bahnstrecke L'Aubinière–La Suze                       |
| Brücke über Wasserlauf | 239,0                            | Sarthe                                                | Sarthe                                                |
| Bahnhof | 239,3                            | Noyen                                                 | Noyen                                                 |
| Strecke mit Straßenbrücke | 240,9                            | Autoroute A11                                         | Autoroute A11                                         |
| ehemaliger Bahnhof | 247,2                            | Avoise                                                | Avoise                                                |
| Brücke über Wasserlauf | 248,8                            | Vègre                                                 | Vègre                                                 |
| ehemaliger Bahnhof | 253,2                            | Juigné-sur-Sarthe                                     | Juigné-sur-Sarthe                                     |
| Abzweig geradeaus und von rechts | 256,1                            | Zur LGV Bretagne-Pays de la Loire                     | Zur LGV Bretagne-Pays de la Loire                     |
| Abzweig geradeaus und von links | 258,0                            | Bahnstrecke Aubigné-Racan–Sablé                       | Bahnstrecke Aubigné-Racan–Sablé                       |
| Brücke über Wasserlauf | 258,3                            | Erve                                                  | Erve                                                  |
| Bahnhof | 259,0                            | Sablé                                                 | Sablé                                                 |
| Abzweig geradeaus und nach rechts |                                  | Bahnstrecke Sablé–Montoir-de-Bretagne                 | Bahnstrecke Sablé–Montoir-de-Bretagne                 |
| Brücke über Wasserlauf | 262,0                            | Sarthe                                                | Sarthe                                                |
| ehemaliger Haltepunkt / Haltestelle | 264,9                            | Pincé                                                 | Pincé                                                 |
| ehemaliger Bahnhof | 267,4                            | Pincé – Précigné                                      | Pincé – Précigné                                      |
| Brücke | 272,6                            | Viaduc des Barbitons                                  | Viaduc des Barbitons                                  |
| Bahnhof | 273,2                            | Morannes                                              | Morannes                                              |
| ehemaliger Haltepunkt / Haltestelle | 279,4                            | Le Porage zu Étriché                                  | Le Porage zu Étriché                                  |
| Bahnhof | 283,2                            | Étriché                                               | Étriché                                               |
| Bahnhof | 287,7                            | Tiercé                                                | Tiercé                                                |
| Haltepunkt / Haltestelle | 292,7                            | Le Vieux-Briollay                                     | Le Vieux-Briollay                                     |
| Brücke über Wasserlauf | 293,0                            | Loir                                                  | Loir                                                  |
| ehemaliger Bahnhof | 296,2                            | Saint-Sylvain                                         | Saint-Sylvain                                         |
| Bahnhof | 301,4                            | Écouflant                                             | Écouflant                                             |
| Abzweig geradeaus und ehemals nach rechts | 302,0                            | nach Angers-Saint-Serge                               | nach Angers-Saint-Serge                               |
| Strecke mit Straßenbrücke | 302,4                            | Autoroute A11                                         | Autoroute A11                                         |
| Abzweig geradeaus und ehemals von links |                                  | Bahnstrecke Loudun–Angers                             | Bahnstrecke Loudun–Angers                             |
| Bahnhof | 305,8                            | Angers-Maître-École                                   | Angers-Maître-École                                   |
| Abzweig geradeaus und von links |                                  | von Tours                                             | von Tours                                             |
| Kilometer-Wechsel | 306,259 341,524                  | ab hier Kilometrierung über Tours                     | ab hier Kilometrierung über Tours                     |
| Tunnel | 342,4                            |                                                       |                                                       |
| Bahnhof | 343                              | Angers-Saint-Laud                                     | Angers-Saint-Laud                                     |
| Strecke |                                  | nach Nantes–Saint-Nazaire                             | nach Nantes–Saint-Nazaire                             |

Die Bahnstrecke Le Mans–Angers ist eine französische Eisenbahnstrecke von 95 km Länge. Sie ist eine zweigleisige, elektrifizierte Hauptstrecke, die von Le Mans über Sablé-sur-Sarthe nach Angers führt; sie ist Teil der Verbindung Paris–Nantes. Sie liegt vollständig in der Region Pays de la Loire.
Sie wurde 1863 durch die Compagnie des chemins de fer de l'Ouest eröffnet.
Bei dem Infrastrukturbetreiber SNCF Réseau wird sie unter der Nummer 450000 geführt.

## Geschichte

### Ursprünge
Anfang 1855 wurden mehrere Eisenbahngesellschaften zu den Chemins de fer de l’Ouest (Ouest) zusammengeschlossen. Die Genehmigung dazu wurde per Erlass am 7. April erteilt, zusammen mit der Genehmigung und der Auflage, mehrere Strecken zu errichten. Als achte Linie in der Liste wurde eine Zweigstrecke von Le Mans nach Angers aufgezählt. Da aber bereits zwei Jahre vorher die Chemin de fer de Paris à Orléans (PO) eine Konzession für (Paris–) Tours–Angers–Nantes mit elfjähriger Konkurrenzschutzklausel erhalten hatte, wurde zusätzlich die Auflage erteilt, diese Verbindung erst 1864 in Betrieb zu nehmen.
Die Ouest trat daraufhin in Verhandlungen ein, um diese Beschränkung aufheben zu lassen. Darüber wurde 1857 Einigkeit erzielt.

#### Le Mans–Sablé
Die Genehmigung für die Trasse von Le Mans nach Sablé erfolgte am 31. März 1858. Im Frühjahr 1860 begann die Gesellschaft mit den 2,2 Mio. Francs umfassenden Bauarbeiten. Sie umfassten umfangreiche Einschnitte bei Le Mans (134 000 m3), bei Noyen (300 000 m3) und vor Sablé (360 000 m3); einige Brücken über Flüsse und Täler, insbesondere über die Sarthe (mehrfach), deren Seitenkanal und die Vègre und ihr Tal; sowie Bahnhöfe in Voivres, La Suze, Noyen, Avoise, Juigné und dem provisorischen Endpunkt in Sablé.
Die Bauwerke wurden 1861 fertiggestellt, die ersten 48 km von Le Mans bis Sablé wurden am 23. März 1863 eröffnet.

#### Sablé–Angers
Von Sablé nach Angers waren nur einige Kilometer bereits genehmigt, die gesamte Trasse wurde 1861 angenommen. Beginnend am Ende 1861, auf ganzer Strecke 1862, wurden die Arbeiten durchgeführt. Die wichtigsten Bauwerke waren das Viadukt von Sablé und das über den Loir, der Rest der Strecke war eher einfach zu trassieren. Bahnhöfe wurden in Pincé – Précigné, in Morannes, Étriché, Tiercé, Saint-Sylvain und Écouflant eingerichtet. Als Endbahnhof wurde Angers-Maître-École vor der Einmündung in die Strecke der PO eingerichtet. Dieser 47 km lange Abschnitt und damit die gesamte Strecke wurde am 7. Dezember 1863 in Betrieb genommen.

### Elektrifizierung
Die Strecke wird seit 16. September 1983 elektrisch betreiben. Im Knoten Le Mans, der bereits in den 1930er-Jahren mit Gleichstrom erreicht wurde, bis km 215,028 wurde sie mit 1500 V Gleichstrom ausgerüstet, von dort ab mit 25 kV 50 Hz Wechselstrom.

## Streckenbeschreibung

### Verlauf

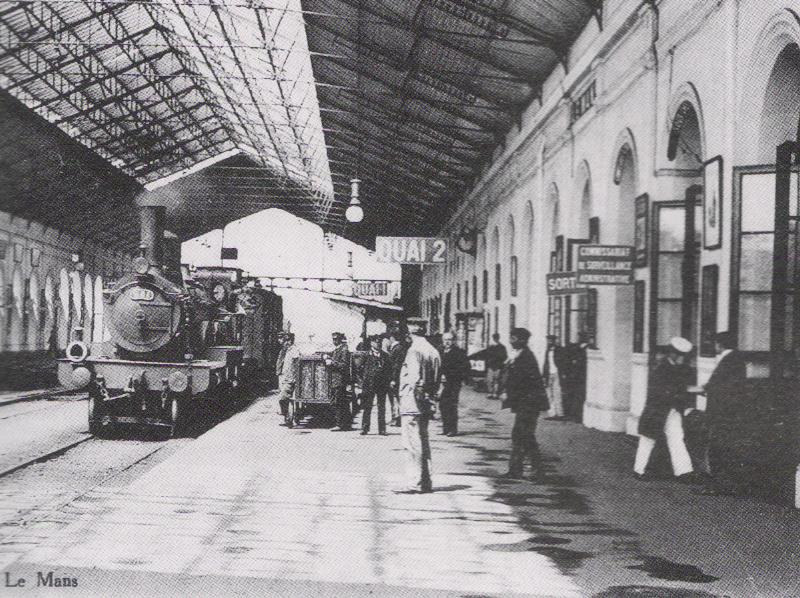
Zug in Le Mans, um 1909

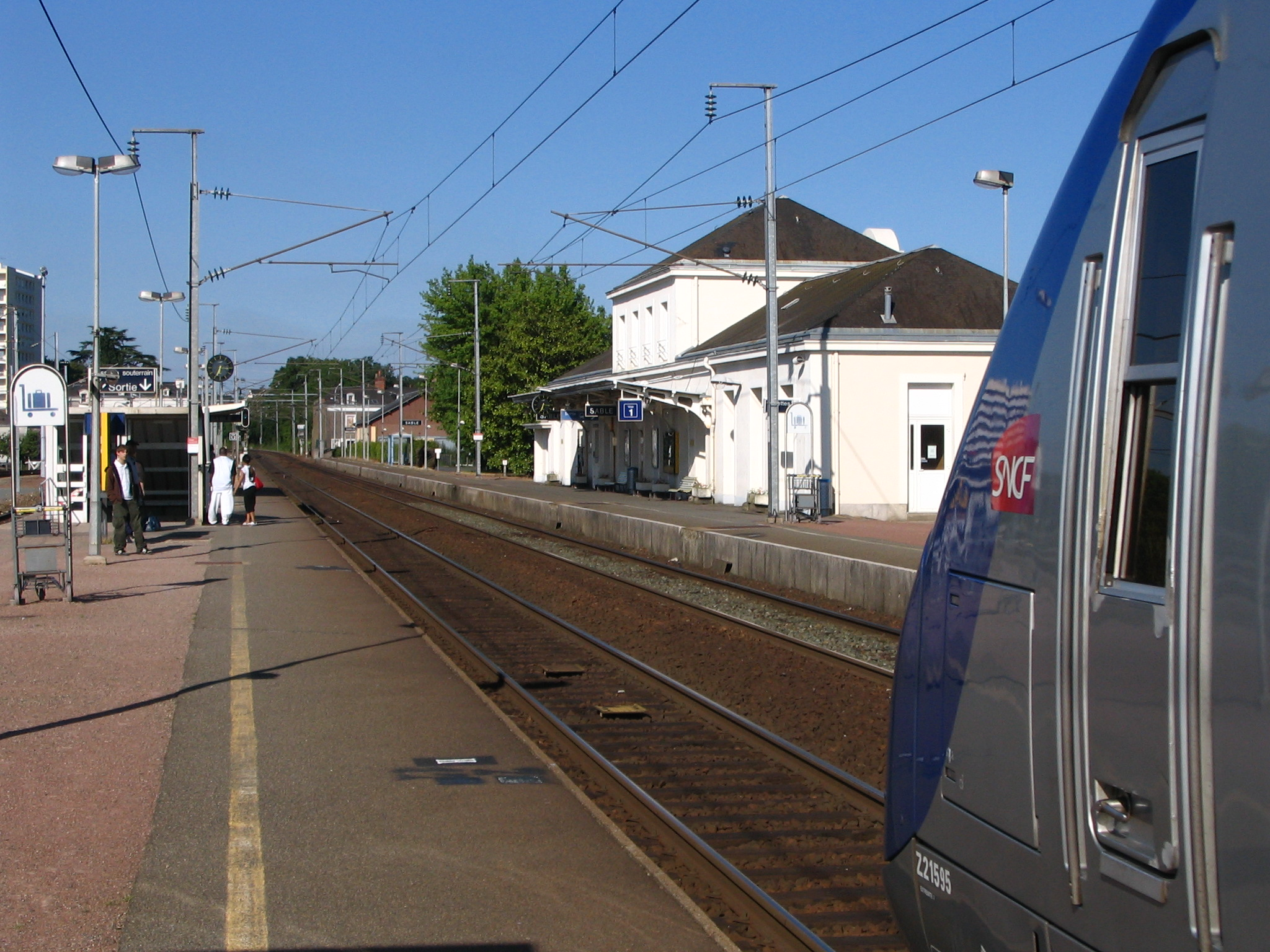
Nahverkehrszug in Sablé

Diese zweigleisige Strecke ist recht vorteilhaft trassiert, die Steigungen überschreiten nicht 6 ‰ und die Radien zwischen 1000 und 2000 m erlauben hohe Geschwindigkeiten.
Die Strecke beginnt im Bahnhof Le Mans, den sie nach Nordwesten verlässt. In einer langen Linkskurve wendet sie sich nach Südwesten und schneidet auf einer Hochfläche einige Schleifen der Sarthe ab. Sie durchquert den Bahnhof von Voivres und quert die Sarthe kurz vor dem Bahnhof von La Suze. Nun wendet sich die Strecke nach Westen und quert kurz vor Noyen die Sarthe erneut. Weiter in Richtung Westen, unterquert sie die Autoroute A11 („La Océane“, Paris–Nantes), passiert den geschlossenen Bahnhof von Avoise, quert die Vègre mit dem Viaduc de la Gaudine und durchläuft den ehemaligen Bahnhof von Juigné-sur-Sarthe. Dahinter trifft der Anschluss von der LGV Bretagne-Pays de la Loire („Virgule de Sablé“) auf die Strecke, die sich jetzt in südöstliche Richtung wendet und den Bahnhof von Sablé-sur-Sarthe erreicht.

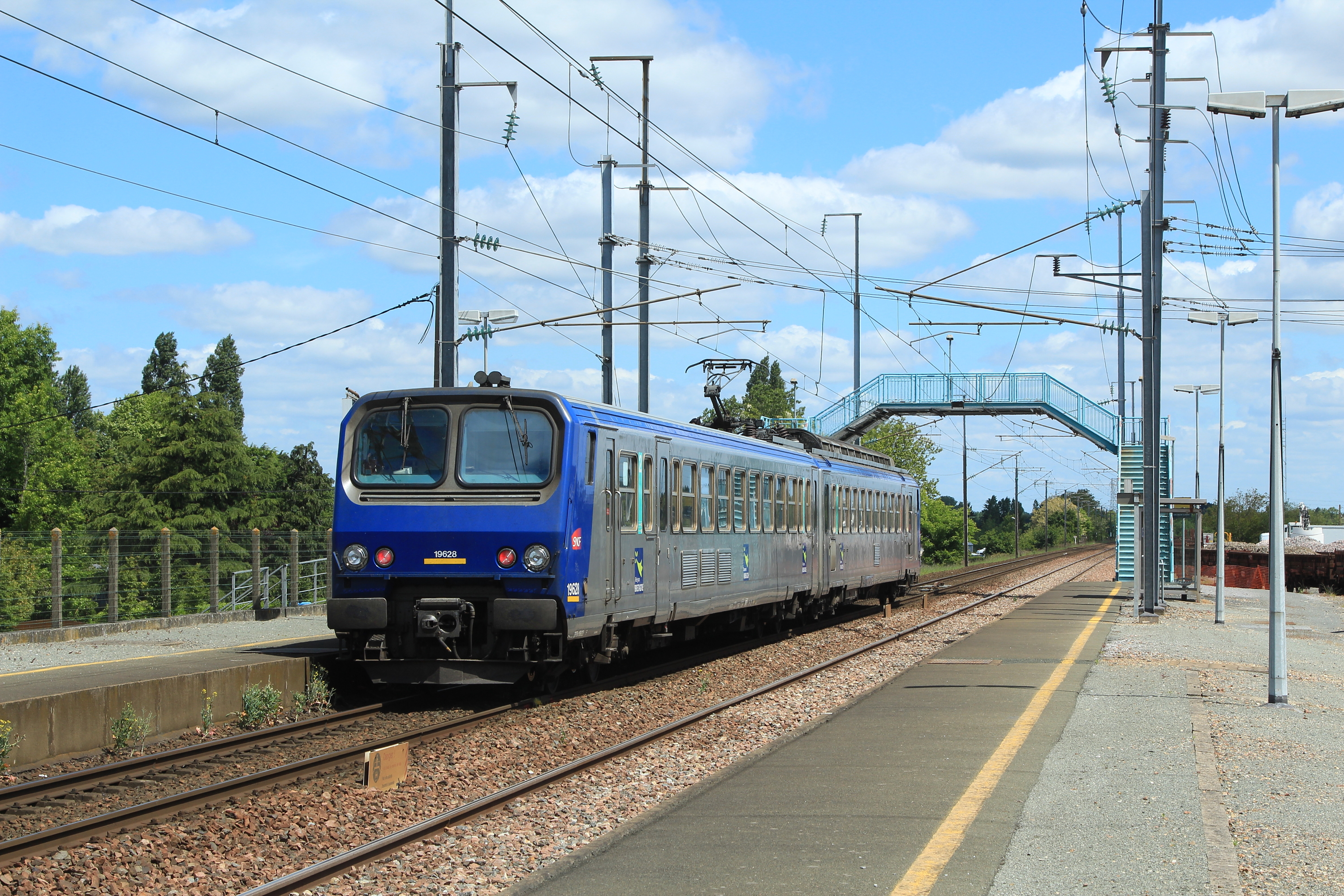
Zweisystem-Triebzug der Baureihe Z 9600 in Écouflant

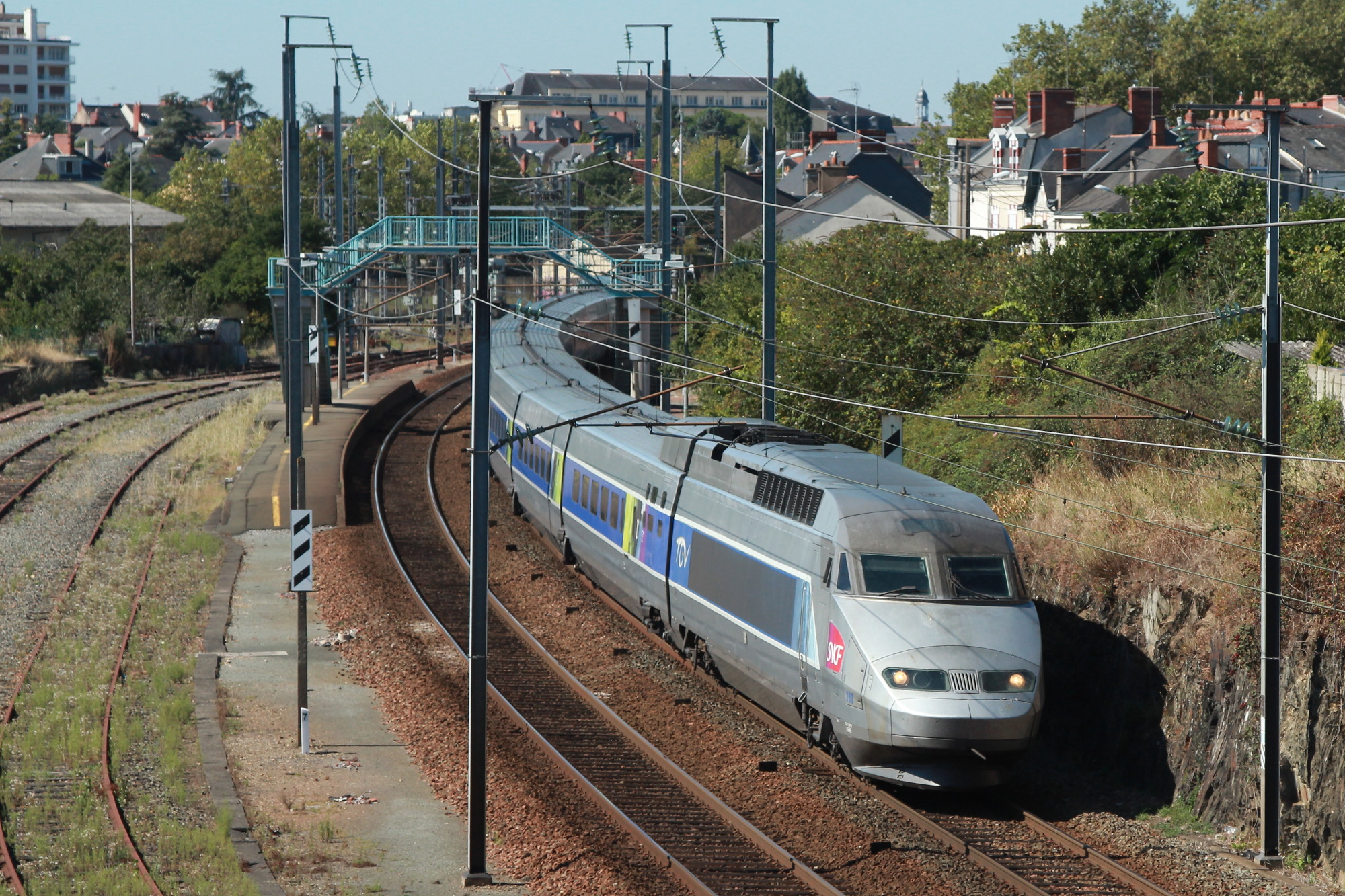
Ein TGV durchfährt Angers-Maître-École

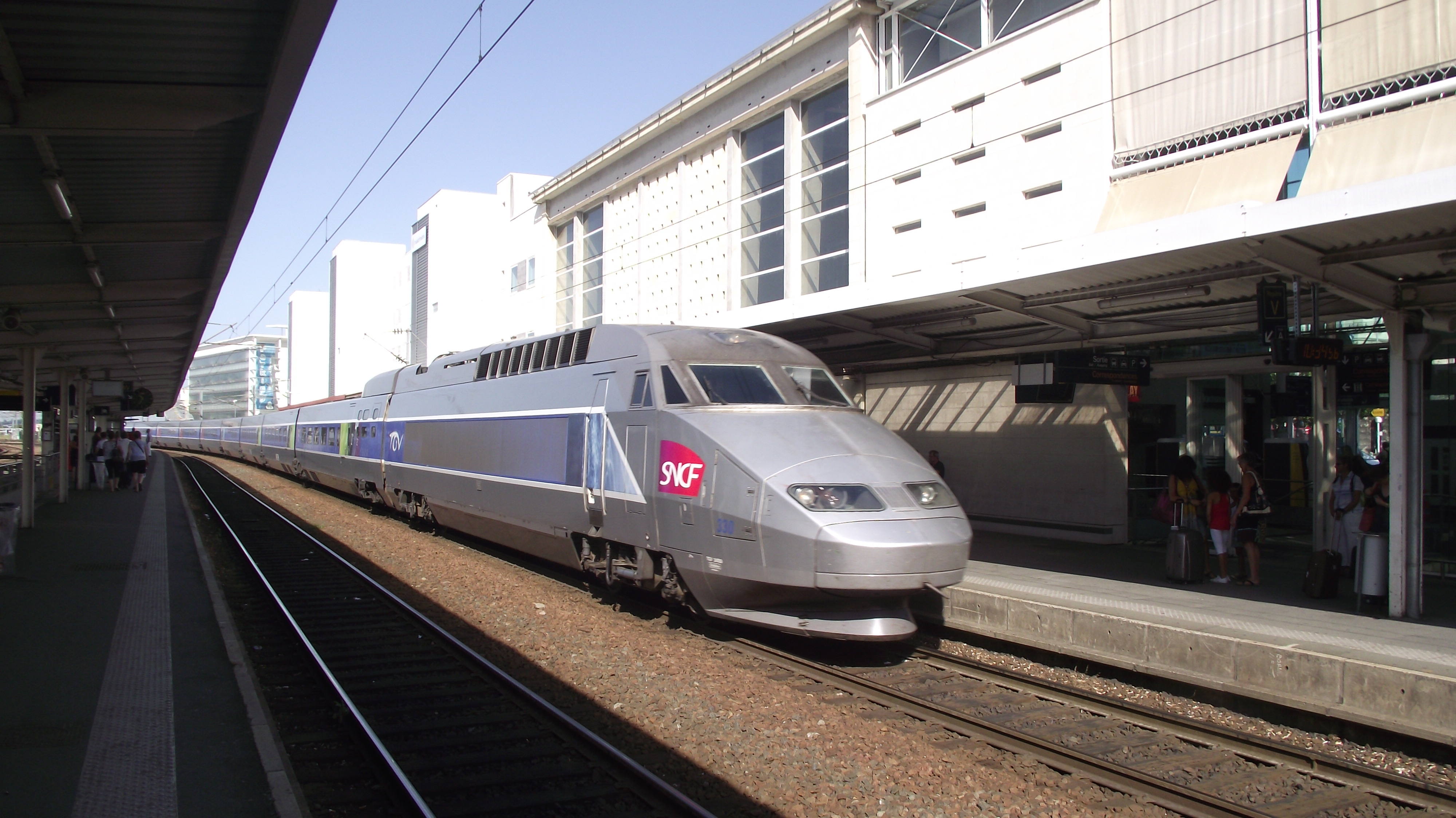
Ein TGV nach Paris in Angers-Saint-Laud

Hinter Sablé führt die Strecke nach Süden und wechselt auf einem Viadukt auf die linke Seite der Sarthe, um die Hügel am rechten Flussufer zu umgehen. Die Linie führt durch den geschlossenen Bahnhof Pincé – Précigné, denjenigen von Morannes, Étriché, Tiercé und Vieux-Briollay, bevor die den Loir überschreitet. Die Strecke weicht einem Feuchtgebiet leicht nach Osten aus, durchquert den alten Bahnhof von Saint-Sylvain – Briollay vor demjenigen von Écouflant. Nach einer erneuten Unterquerung der Autobahn A 11 erreicht sie Angers-Maître-École, der heutzutage dem Regionalverkehr dient. Dahinter trifft sie auf die Bahnstrecke Tours–Saint-Nazaire, auf der der Fernbahnhof Angers-Saint-Laud erreicht wird.

### Ausrüstung und Geschwindigkeiten
Die Strecke ist mit dem Block automatique lumineux (BAL), der Contrôle de vitesse par balises (KVB) und GSM-R ausgerüstet.

TGV dürfen mit den folgenden Geschwindigkeiten in Richtung Süden fahren:
| Von (Strecken-km) | Bis (Strecken-km) | Höchstgeschwindigkeit (km/h) |
| ----------------- | ----------------- | ---------------------------- |
| Le Mans           | 220,4             | 160                          |
| 220,4             | 261,8             | 220                          |
| 261,8             | 282,9             | 210                          |
| 282,9             | 294,2             | 220                          |
| 294,2             | 295,4             | 160                          |
| 295,4             | 301,5             | 190                          |
| 301,5             | Angers            | 150                          |

## Verkehr
Auf dieser Strecke sind TGV Atlantique von Paris-Montparnasse nach Nantes, nach Le Croisic und nach Les Sables-d’Olonne, sowie Regionalverkehr des TER Pays de la Loire und Güterverkehr unterwegs.